# 大花水田白
大花水田白（学名：Mitrasacme pygmaea var. grandiflora）为马钱科尖帽草属下的一个变种。

## 扩展阅读
- 維基物種上的相關：大花水田白